# Măciuca (gmina)
Măciuca – gmina w Rumunii, w okręgu Vâlcea. Obejmuje miejscowości Bocșa, Botorani, Ciocănari, Măciuceni, Măldărești, Oveselu, Popești, Ștefănești i Zăvoieni. W 2011 roku liczyła 1797 mieszkańców.